# Kapverdische Basketballnationalmannschaft der Damen
Die kapverdische Basketballnationalmannschaft der Damen ist die Auswahl kapverdischer Basketballspielerinnen, welche die Federação Caboverdiana de Basquetebol auf internationaler Ebene In Wettbewerben gegen die Auswahlmannschaften anderer nationaler Verbände repräsentiert. Größter Erfolg war der siebte Platz bei der Afrikameisterschaft 2005. 1988 trat der nationale Verband dem Weltverband Fédération Internationale de Basketball (FIBA) bei. Im Juni 2014 wurde die Mannschaft auf dem 63. Platz in der Weltrangliste der Frauen geführt.

## Internationale Wettbewerbe

### Kap Verde bei Weltmeisterschaften
Die Mannschaft konnte sich bisher nicht für eine Weltmeisterschaft qualifizieren.

### Kap Verde bei Olympischen Spielen
Bisher gelang es der Mannschaft nicht, sich für die olympischen Basketballwettbewerbe zu qualifizieren.

### Kap Verde bei Afrikameisterschaften
Die Mannschaft kann bisher drei Teilnahmen an der Afrikameisterschaft vorweisen:
| - 1966: nicht qualifiziert - 1968: nicht qualifiziert - 1970: nicht qualifiziert - 1974: nicht qualifiziert - 1977: nicht qualifiziert - 1979: nicht qualifiziert - 1981: nicht qualifiziert - 1983: nicht qualifiziert - 1984: nicht qualifiziert - 1986: nicht qualifiziert - 1990: nicht qualifiziert | - 1993: nicht qualifiziert - 1994: nicht qualifiziert - 1997: nicht qualifiziert - 2000: nicht qualifiziert - 2003: nicht qualifiziert - 2005: 7. Platz - 2007: 9. Platz - 2009: nicht qualifiziert - 2011: nicht qualifiziert - 2013: 9. Platz |

### Kap Verde bei den Afrikaspielen
Die Damen-Basketballnationalmannschaft Kap Verdes nahm bisher nicht an den Wettbewerben der Afrikaspiele teil.